# Il est libre Max
Il est libre Max est une chanson d'Hervé Cristiani, sortie en 1981 chez RCA sur un 33 tours portant le même titre. Elle devient la même année le titre phare du deuxième single tiré de cet album et se vend à plus de 400 000 exemplaires.

## Histoire de la chanson
La chanson brosse le portrait d'un être imaginaire et un peu rêveur regroupant des qualités qu'Hervé Cristiani admire. Il prénomme cet être « Max ». Ces qualités sont notamment l'amour porté aux autres, l'écoute d'autrui, la sérénité, la modestie, la faculté de rêver, etc. Cette chanson est d'une certaine façon un hymne libertaire.
Publié en septembre 1981, peu de temps après l'accès de François Mitterrand et des partis de gauche aux commandes de l'exécutif de l'État français, le texte de ce morceau, chanté sur un rythme un peu lancinant de ballade, traduit peut-être « les ruptures et les espoirs traversant alors la société française » comme l'écrit le journaliste Philippe-Jean Catinchi, plus d'une trentaine d'années plus tard, dans le journal Le Monde. La maison de disque ne croyait pas vraiment que ce morceau puisse être un succès. Après l'avoir testé dans un tour de chant au Théâtre de la Potinière, et avoir constaté un bon accueil, Hervé Cristiani le fait intégrer à un album. Ce titre devient son grand succès,.
Il est libre Max se classe no 6 des ventes en France en avril 1982 et s'écoule à plus de 400 000 exemplaires.
La chanson dépasse les frontières françaises puisqu'elle est entonnée en français comme un hymne d'émancipation à Bucarest, lors de la chute de la dictature de Ceaucescu en 1989.
En 2003, l'auteur donne le même intitulé à un livre publié chez Balland et réédité en 2007 aux Presses de la Renaissance,.

## Reprises et adaptations
La chanson connaît un succès durable grâce à de nombreuses adaptations, notamment par Gérard Lenorman, Vincent Delerm, Yannick Noah (sur la compilation Les Enfants du Top 50), Antoine, une interprétation par Muriel Robin, Maxime Le Forestier et Jean-Jacques Goldman pour les Enfoirés, une reprise reggae par R.I.C. (Roots Intention Crew), une Urban Mix par le duo Da One, etc.
Il est libre Max figurait également au programme du spectacle La Fièvre des années 80.
En 2008, Hervé Cristiani offre une nouvelle version de la chanson dans son album Paix à nos os…
En 2024, la chanteuse et comédienne Kym Thiriot — nièce d'Hervé Cristiani —, reprend le titre et en offre une version actualisée, en collaboration avec le musicien et compositeur Tiery-F.